# Tréal
 Tréal  (en bretón Treal) es una población y comuna francesa, situada en la región de Bretaña, departamento de Morbihan, en el distrito de Vannes y cantón de La Gacilly.

## Demografía
| 813 | 714 | 639 | 641 | 634 | 672 |
| Para los censos de 1962 a 1999 la población legal corresponde a la población sin duplicidades (Fuente: INSEE [Consultar]) |     |     |     |     |     |